# Enigma (музичка група)
Енигма (енгл. Enigma) је немачки музички пројекат који су основали Михај Крецу, Френк Петерсон и Давид Фајерштајн 1990. године. Крецу је првих година био главни композитор и продуцент пројекта. На каснијим албумима битан допринос у компоновању и продукцији дао је Јенс Гад, немачки продуцент и музичар.
Енигма је до сада издала осам албума, од којих је најпродаванији, "MCMXC a.D.", продат у више од 16 милиона примерака.

## Историјат
Пре настанка Енигме, Крецу је већ увелико био у музичким водама. Учествовао је у неколико пројеката са разним музичарима, издао неколико албума под својим именом, али ни један од ових пројеката није постигао значајнији успех. Такође је радио као продуцент, између осталих, продуцирао је албуме своје тадашње супруге Сандре.
У децембру 1990. након неколико месеци рада, коначно излази албум "MCMXC a.D.", који је до данас продат у више од 16 милиона примерака и примио велика признања широм света. Први сингл са албума "Sadeness (Part I)" донео је Енигми први велики комерцијални успех комбинујући црквено хорско певање, шакухачи фрулу по којој је Енигма данас јако препознатљива, еротске уздахе и нарације са денс ритмом. Крецу је био скептик по питању успеха овог албума, па је албум потписао под псеудонимом Curly M.C. Ван очекивања, албум је већ првим синглом био добро прихваћен у свим крајевима света. 
Године 1993, издат је други албум "The Cross of Changes", који је у првих годину дана продат у око 6 милиона копија. Поред тога што су ова два албума већ донела велики успех пројекту, Крецу је морао на суђење због коришћења семплова на које није полагао ауторска права.
Године 1996, Крецуов план је био да трећи албум буде „дете“ прва два албума. Тако су на албуму "Le Roi Est Mort, Vive Le Roi!", комбиновани црквени хорови са првог албума са трибалним и народним звуцима са другог, на један мало модернији, футуристички начин. Иако је албум стваран под великим утицајем претходна два, његов успех је био знатно мањи. Као производ тога, издата су само два од планирана три сингла, "Beyond the Invisible" и "T.N.T. for the Brain".
Године 1998, албум "Le Roi Est Mort, Vive Le Roi!" номинован је за најбољи албум новог доба на додели Греми награда.
Године 2000, "The Screen Behind the Mirror" доноси нешто новији приступ. На албуму се по први пут у рад укључују Рут-Ан Бојл (Ruth-Ann Boyle), и Ендру Доналдс (Andru Donalds). Новитет на албуму је коришћење семплова познатих класичних дела, што се у Енигми до тада није појављивало. Тако су се на албуму на чак четири песме нашли делови из Карл Орфове (Carl Orff) кантате "Кармина Бурана", а песма "Modern Crusaders" завршава мелодијом из Бахове "Токате и фуге у Д-молу". Такође, на албуму је радио и Јенс Гад као гитариста.
Године 2001, Излази компилација "Love Sensuality Devotion: The Greatest Hits" и колекција ремикса "Love Sensuality Devotion: The Remix Collection". Заједно са компилацијом изашао је и сингл "Turn Around" којим је, како Крецу сматра, обележена прва фаза пројекта.
Године 2003, година се сматра годином преокрета за пројекат. Изашао је нови албум, "Voyageur", који је дао нови печат пројекту, и знатно се одаљио од онога што је представљало Енигму претходну деценију и по. На албуму готово не појављује ништа од онога што је било карактеристично за раније албуме. Она трансформација звука која се већ могла осетити на албуму из 2000. године, сада је доведена до краја. Хорови и шакухачи фрула су потпуно потиснути из композиција. Све ово је негативно утицало на велики број љубитеља овог бенда, што се одразило и на продају.
Поводом петнаестогодишњице пројекта, објављено је ограничено специјално издање "Fifteen Years", на ком се нашло осам дискова; сви претходни албуми (укупно пет), DVD "Remember the Future", бонус CD "The Dusted Variations", и будући сингл "Hello and Welcome". 
Дана 26. септембра 2006. издат је шести албум "A Posteriori", који, као ни "Voyageur" није имао много сличности са прва четири албума. Музика је много више поп оријентисана, са утицајима модерних електро поп и техно жанрова.
Дана 19. септембра 2008. излази седми албум "Seven Lives, Many Faces", који је фузија свих претходних Енигма албума, са много нових примеса у звуку, што се могло и очекивати. Први сингл са албума, "Seven Lives", комбинује елементе класичне музике са модерним ритам и бас секцијама.
У новембру 2016. изашао је осми студијски албум Енигме под називом The Fall of a Rebel Angel, индонежанска певачица Ангун је певала три песме на албуму.

## Утицај
Након првих пар издања Енигме, на музичкој сцени се већ почео креирати правац који је пратио ову врсту музике, често називану „Енигматична музика“. 
Пројекти Грегоријан и Ера су међу значајнијим групама које су интензивно користиле грегоријанско певање у својим песмама. Заједно са Енигмом, Дип Форест (енгл. Deep Forest) се сматра значајнијим бендом у смислу увођења трибалног и народног певања у модерну музику. Акилеа (енгл. Achillea), пројекат Јенс Гада, дугогодишњег Крецуовог сарадника, поседује сличну атмосферу, али има женски главни вокал, који је на сваком албуму другачији, и на другом језику.

## Дискографија
- 1990: MCMXC a.D.
- 1993: The Cross of Changes
- 1996: Le Roi Est Mort, Vive Le Roi!
- 2000: The Screen Behind the Mirror
- 2001: LSD- Love, Sensuality and Devotion
- 2003: Voyageur
- 2006: A Posteriori
- 2008: Seven Lives Many Faces
- 2016: The Fall of a Rebel Angel

## Награде
- World Music Award
  - Најпопуларнији немачки извођачи, 2002[2]
- ECHO[3]
  - Најуспешнији немачки извођачи у иностранству, 1991
  - Најбољи маркетинг, 1992
  - Најбољи домаћи извођачи, 1992
  - Најуспешнији немачки извођачи у иностранству, 1995
  - Beyond the Invisible, 1997
- Преко 100 платинастих награда широм света[4][5]
  - 7 RIAA платинум награда
  - 2 RIAA златне награде
  - 5 BPI платинум награда
  - 2 BPI златне награде